# Gino Gradkowski
Gino Gradkowski (Pittsburgh, 5 novembre 1988) è un ex giocatore di football americano statunitense che ha militato nei ruoli di guardia e centro nella National Football League (NFL). Fu scelto nel corso del quarto giro (98º assoluto) del Draft NFL 2012 dai Baltimore Ravens. Al college ha giocato a football a Delaware. È il fratello minore dell'ex quarterback Bruce Gradkowski.

## Carriera

### Baltimore Ravens
Il 28 aprile 2012, Gradkowski fu scelto nel corso del quarto giro del Draft 2012 dai Baltimore Ravens. Nella sua prima stagione disputò tutte le 16 gare, nessuna delle quali come titolare. I Ravens nei playoff eliminarono nell'ordine Indianapolis Colts, Denver Broncos e New England Patriots. Il 3 febbraio 2013 scese in campo nella vittoria dei Ravens sui San Francisco 49ers nel Super Bowl XLVII laureandosi campione NFL. La stagione successiva divenne stabilmente titolare giocando tutte le 16 gare come partente.

### Denver Broncos
Il 1º aprile 2015 Gradkowski fu scambiato per con i Denver Broncos. Fu svincolato il 6 settembre dello stesso anno.

### Atlanta Falcons
Il 7 settembre 2015 Gradkowski firmò con gli Atlanta Falcons, giocandovi per una sola stagione.

### Carolina Panthers
Il 10 marzo 2016 Gradkowski firmò con i Carolina Panthers.

## Palmarès
- Super Bowl : 1

Baltimore Ravens: Super Bowl XLVII
- American Football Conference Championship: 1

Baltimore Ravens: 2012